# Viquipèdia en letó
La Viquipèdia en letó (en letó: Vikipēdija latviešu valodā) és l'edició en llengua letona de l'enciclopèdia lliure en línia Viquipèdia. Va ser creada el 6 de juny de 2003. Amb més de 132.000 articles, a 3 de febrer de 2025, és la 68a Viquipèdia més gran en nombre d'articles i la segona més gran en una llengua bàltica, després de la Viquipèdia en lituà.
A febrer de 2021, era la Viquipèdia en llengua més visitada a Letònia. Es posicionava per davant de la Viquipèdia en rus i la Viquipèdia en anglès.

## Història
La Viquipèdia en letó es va crear al mateix temps que les edicions en serbi, kannada, való, wòlof i xhosa. L'article més antic és "Psihologija", publicat el 6 de juny de 2003 i redirigit a "Psiholoģija" (psicologia) el 7 de desembre de 2004. La pàgina principal es va afegir quatre mesos després del primer article, el 6 d’octubre de 2003.
El creixement inicial de l'edició va ser lent i al principi hi mancaven articles sobre aspectes importants de la cultura letona. L’article sobre Jāņi, per exemple, no es va escriure fins al març de 2008. No obstant això, la taxa de creixement de la Viquipèdia en letó ha estat estable des de 2006.
El 30 de setembre de 2013, l’editor visual es va fer disponible per als usuaris registrats, i el 7 d’octubre de 2013, es va obrir a tots els usuaris de la Viquipèdia en letó.
La Viquipèdia en letó va celebrar el seu 10è aniversari el 6 de juny de 2013. Per a l’ocasió es va carregar un logotip commemoratiu i es van fer petites celebracions entre la comunitat de "viquihòlics", com és habitual quan s'assoleix una nova fita. L’edició va superar els 50.000 articles el 17 d’agost de 2013.

### Nom i logotip
El 22 de setembre de 2004 es va carregar el primer logotip de "Wikipēdija" en letó, que l'1 de juny de 2005 va canviar a "Vikipēdija".
Als mitjans de comunicació letons, els termes "Wikipedia" i "Vikipēdija" s'utilitzen indistintament tant per referir-se a la Viquipèdia en general com a l'edició en letó en particular, tot i que "Vikipēdija" és més comú.
En resposta al desastre de l’esfondrament del sostre del centre comercial Zolitūde el 21 de novembre de 2013, la Viquipèdia en letó, com altres llocs web letons, va modificar el seu logotip durant tres dies per incloure-hi el color negre i la imatge d'una espelma.

### Projectes relacionats
Es va crear una Viquipèdia independent en latgalià el 18 de març de 2011. El latgalià és parlat a Letgàlia, la part oriental de Letònia, i la seva forma estandarditzada és reconeguda i protegida com una varietat de la llengua letona segons la legislació del país. Tot i això, hi ha debat sobre si és un dialecte del letó o una llengua independent.
La Neciklopēdija, l'edició letona de l'Uncyclopedia, és un lloc web satíric creat el 30 de novembre de 2005 per parodiar la Viquipèdia en letó. El 10 de març de 2011 s'hi va publicar un article que exposava les dinàmiques internes entre els administradors de la Viquipèdia en letó i els seus usuaris més actius.
Des de l'11 de juny de 2014, una ordre "!Bang" de DuckDuckGo permet als usuaris redirigir cerques directament a la Viquipèdia en letó escrivint !wlv a la barra d'URL del seu navegador.

### Fites importants
| - 2003-06-06 — 1 article - 2004-12-28 — 500 articles - 2005-03-05 — 1,000 articles - 2005-10-15 — 2,500 articles - 2006-09-07 — 5,000 articles - 2007-07-19 — 10,000 articles - 2009-02-13 — 20,000 articles - 2010-09-19 — 30,000 articles - 2012-02-19 — 40,000 articles - 2013-08-17 — 50,000 articles - 2015-03-03 — 60,000 articles - 2016-06-19 — 70,000 articles - 2017-11-17 — 80,000 articles - 2018-12-27 — 90,000 articles - 2020-01-24 — 100,000 articles - 2021-12-16 — 110,000 articles - 2023-05-19 — 120,000 articles - 2024-09-26 — 130,000 articles | Number of articles on the Latvian Wikipedia |

### Marató de la Viquipèdia en letó

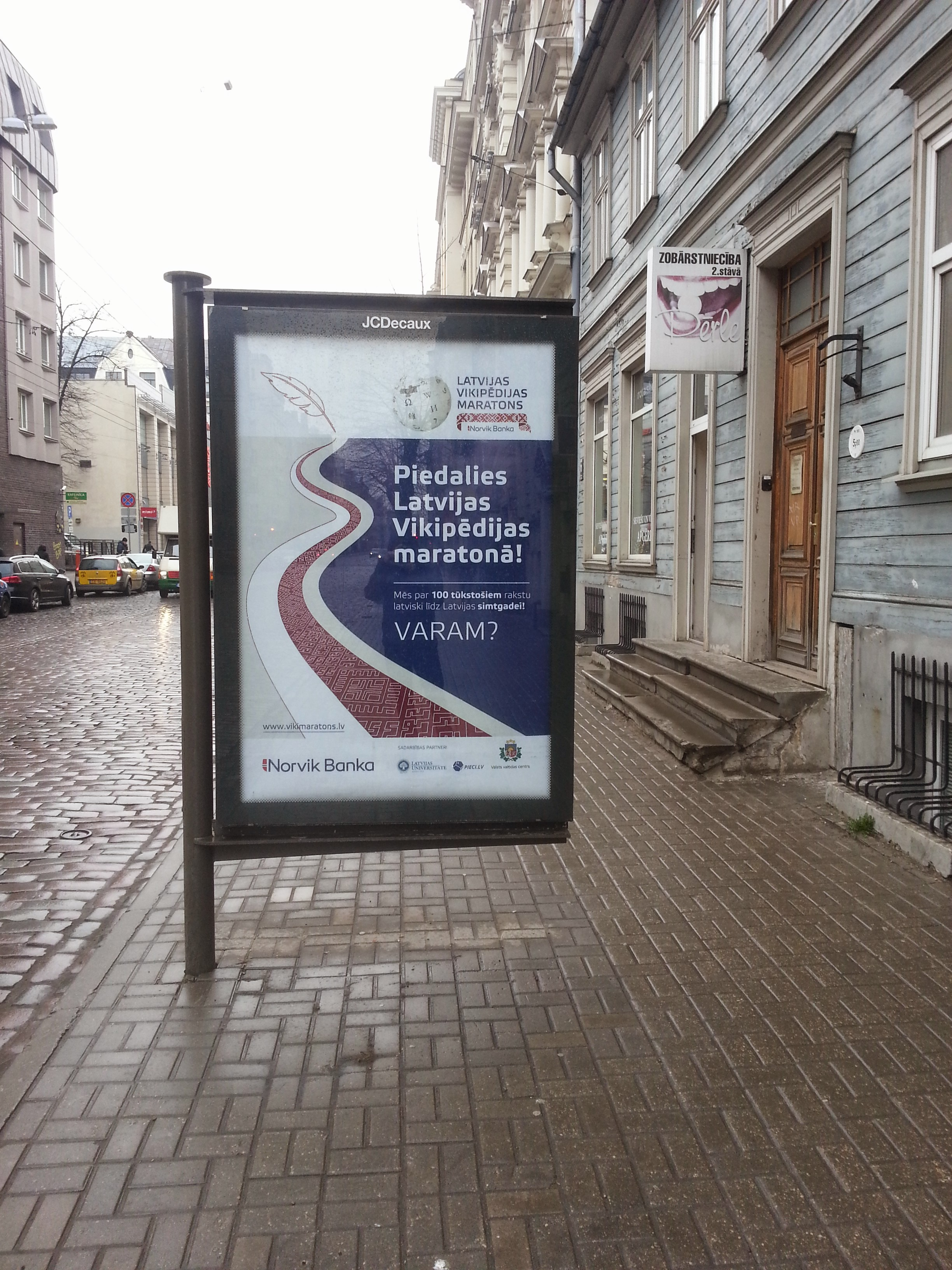
Cartell de la Marató de la Viquipèdia en letó a Riga

La Marató de la Viquipèdia en letó (Latvijas Vikipēdijas maratons) va ser un projecte que va reunir la comunitat de la Viquipèdia en letó amb diversos socis privats en un esforç conjunt per ampliar la Viquipèdia en letó. L'objectiu era potenciar l'ús de la llengua letona en l'aprenentatge, el coneixement i la recerca.

## Polítiques
Des del 31 d'octubre de 2012, la Viquipèdia en letó mostra un avís que anima els usuaris a signar una petició a la plataforma d'iniciatives socials letona ManaBalss.lv. El seu objectiu és modificar la llei de drets d'autor de Letònia, que actualment permet fer fotografies d'obres arquitectòniques i monuments, però només per a usos no comercials. Segons la petició, "aquestes restriccions no són raonables per a edificis, monuments, escultures i altres obres tridimensionals que no poden ser reproduïdes completament en dues dimensions". Si la llei es modifiqués, les imatges d'edificis públics letons serien vàlides per a Wikimedia Commons.
- A diferència de la Viquipèdia en anglès, no cal estar registrat per crear un nou article a la Viquipèdia en letó.
- Molts usuaris utilitzen plantilles de llicència personalitzades per a les imatges que pugen localment, per agrupar-les millor.[24]
- A diferència de la majoria de Viquipèdies més grans, la Viquipèdia en letó va adoptar els gadgets relativament tard, el maig de 2014.[25]

### Imatges
La Viquipèdia en letó té una política d'exempció de doctrina (Godprātīga lietošana) que permet la càrrega local d'imatges i arxius d'àudio i de vídeo no lliures sota la normativa d'ús legítim (fair use). No obstant això, s'anima els usuaris a alliberar el seu treball sota una llicència de Creative Commons i a pujar-lo a Wikimedia Commons, fent-lo així accessible a totes les edicions de la Viquipèdia. Aquesta postura és similar a la de la Viquipèdia en anglès i contrasta amb la d'altres edicions que depenen estrictament de Wikimedia Commons per a les imatges, el so i altres fitxers multimèdia, com ara la Viquipèdia en espanyol, suec, polonès, basc, txec, danès, volapük o llatí.
El contingut i les imatges de la Viquipèdia en letó sovint apareixen en llocs web de notícies letons.